# Mats Ekdahl
Karl Mats Ekdahl, född 21 mars 1948 i Stockholm, är en svensk författare och journalist, tidigare chefredaktör och generaldirektör, bosatt i Helsingborg.  

## Biografi
Ekdahl har haft flera poster i svenskt samhällsliv som chefredaktör för Resumé, Tidningen Vi, Läkartidningen och Arbetet, som gästprofessor vid Stockholms universitet, som generaldirektör för Styrelsen för psykologiskt försvar samt som styrelseledamot i Sveriges Television, i Fredrika Bremerförbundets Apelrydsskolan och i Torgny Segerstedtstiftelsen. 
Som redaktionssekreterare på Vecko-Journalen sammanställde han tidningens sista nummer i juni 1980 och blev då intresserad av press- och reklamhistoria.
Ekdahl har även arbetat i bokförlagsbranschen hos Norstedts, Bra Böcker och Nationalencyklopedin samt suttit i styrelsen för Rabén & Sjögren.
I rollen som Tore Wretmans huvudredaktör vid bokförlaget Bra Böcker var Ekdahl ansvarig för produktionen av bokverken ”Mat och Minnen” och ”Om den ärbara vällusten”. 
Från 2001 var Ekdahl ämnessakkunnig i mediefrågor vid kulturdepartementet samt 2003–2011 generaldirektör vid Styrelsen för psykologiskt försvar och i försvarsdepartementet. 
Som generaldirektör var Ekdahl ordförande för Stora Referensgruppen för Estoniasamlingen, ordförande för Mediernas beredskapsråd, ordförande för Rådet för rättssäkerhet och personalvård för totalförsvarspliktiga, ledamot i Nationella rådet efter flodvågskatastrofen, ledamot i Rådet för insyn i försvarsmakten. Ekdahl höll föreläsningar om svenskt psykologiskt försvar, bland annat vid Info War Com i Washington 2009.
Därefter startade han sitt författarskap på allvar.

## Utmärkelser
- Stora Journalistprisets hederspris 1980 för Vecko-Journalens sista nummer.
- Stora Journalistpriset 1985 för redigeringen av Resumé.
- TV3-programmet ”Stoppa pressarnas” pris 1989 för redigeringen av Tidningen Vi.